# Wola Dobrostańska
Wola Dobrostańska – wieś na Ukrainie, w obwodzie lwowskim, w rejonie jaworowskim. 
W II Rzeczypospolitej wieś w powiecie gródeckim województwa lwowskiego.
W latach 1944–1945 nacjonaliści ukraińscy z OUN-UPA zamordowali tutaj 16 Polaków.